# Понець (гміна)
Гміна Понець (пол. Gmina Poniec) — місько-сільська гміна у північно-західній Польщі. Належить до Гостинського повіту Великопольського воєводства.
Станом на 31 грудня 2011 у гміні проживало 7963 особи.

## Територія
Згідно з даними за 2007 рік площа гміни становила 132.32 км², у тому числі:
- орні землі: 74.00%
- ліси: 18.00%

Таким чином, площа гміни становить 16.33% площі повіту.

## Населення
Станом на 31 грудня 2011:
| Опис     | Загалом | Загалом | Чоловіки | Чоловіки | Жінки | Жінки |
| -------- | ------- | ------- | -------- | -------- | ----- | ----- |
| одиниця  | осіб    | %       | осіб     | %        | осіб  | %     |
| все      | 7963    | 100     | 3927     | 49.32    | 4036  | 50.68 |
| міське   | 2896    | 100     | 1387     | 47.89    | 1509  | 52.11 |
| сільське | 5067    | 100     | 2540     | 50.13    | 2527  | 49.87 |

## Сусідні гміни
Гміна Понець межує з такими гмінами: Бояново, Ґостинь, Кробя, Кшеменево, Мейська Ґурка, Ридзина.